# کریستن باب-اسپراگ
کریستن باب-اسپراگ (انگلیسی: Kristen Babb-Sprague؛ زادهٔ ۲۹ ژوئیهٔ ۱۹۶۸) شناگر شنای موزون اهل ایالات متحده آمریکا بود.
وی در مسابقات کشوری و بین‌المللی در مجموع برندهٔ ۱ مدال طلا، ۱ مدال نقره شده‌است.